# Selaginella urquiolae
Selaginella urquiolae är en mosslummerväxtart som beskrevs av Caluff och Shelton. Selaginella urquiolae ingår i släktet mosslumrar, och familjen mosslummerväxter. Inga underarter finns listade i Catalogue of Life.